# 小行星6030
小行星6030（英語：6030 Zolensky）是一颗围绕太阳公转的小行星。1981年3月7日，舒爾特·巴斯在赛丁泉山发现了此天体。
这颗小行星的绝对星等为206.37537等。